# Zdeněk Svoboda
Zdeněk Svoboda (Brno, 20 de maio de 1972) é um ex-futebolista profissional checo, que atuava como meia.

## Carreira
Zdeněk Svoboda se profissionalizou no 1. FC Brno.

## Seleção
Zdeněk Svoboda integrou a Seleção Checa de Futebol na Copa das Confederações de 1997, que terminou em terceiro lugar.

## Títulos
República Checa
- Copa das Confederações de 1997: 3º Lugar